# Нонаконтатриктан
Но́наконта́триктан (химическая формула — C390H782 или CH3(CH2)388CH3) — органическое соединение, относящееся к классу  предельных углеводородов — алканов.

## История получения
Синтезирован в 1985 году английскими химиками И. Биддом и М. К. Уайтингом. Получен восстановлением водородом непредельного углеводорода с 390 атомами углерода в цепи, полученного реакцией Виттига из длинноцепочечных альдегидов.

## Структура
Нонаконтатриктан имеет линейное строение углеродного скелета.

## Физические свойства
При нормальных условиях вещество представляет собой бесцветные кристаллы с температурой плавления 132°C, нерастворимые в воде.

## Применение
Используется в научных исследованиях как модельное вещество для изучения кристаллизации полиэтилена.